# 立雪齋琴譜
《立雪齋琴譜》，古琴譜，清光緒乙未，汪紱原著。

## 琴譜介紹
清代儒家以儒術講求博而返約。自乾隆迄嘉道間，彈琴家皆自詡琴聲和平中正，如家亦漸喜附庸風雅，兼爲琴藝以炫博。乾隆初婺源汪紱，號雙池，貧困守身，離家講學，以“諸子終老”，著述甚多。其中有“樂府外集輯錄琴譜”一種，與汪氏諸遺著並未上刊。至清光緒癸未，紫陽書院臚刻汪氏遺著，這部書才被刊出。又經一度校正，才於光緒乙未改名《立雪齋琴譜》重刊行世。